# Casa arriera maragata
La casa arriera maragata es un modelo de arquitectura popular rural asociada al desarrollo de la arriería en España desde el siglo xvi, localizada en la comarca de la Maragatería, en la provincia de León. Se conservan interesantes ejemplos en Lagunas de Somoza, Castrillo de los Polvazares, Santa Colomba de Somoza, Santiago Millas y otros municipios y poblamientos de la Maragatería.

## Descripción

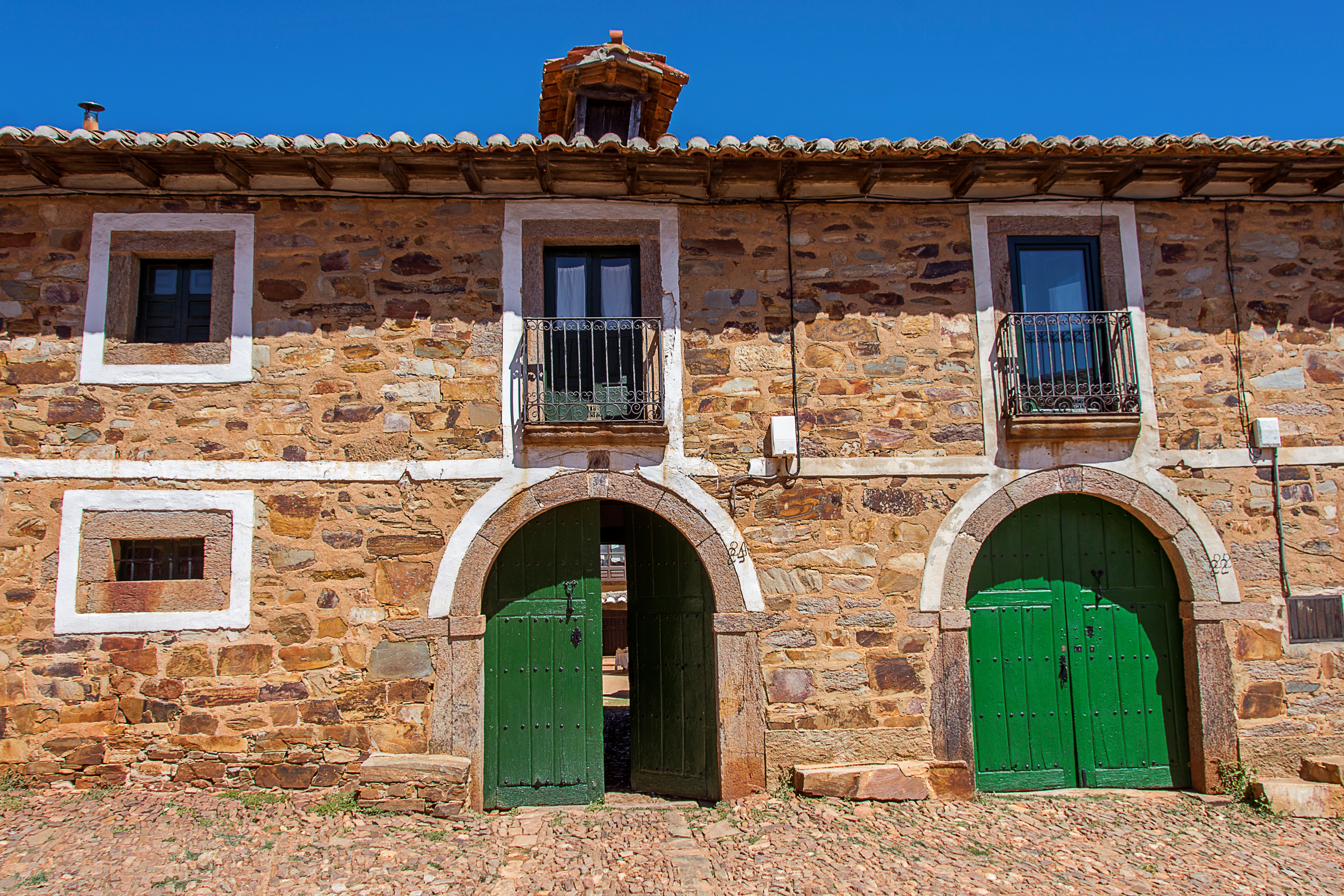
Fachada de una casa arriera maragata de Castrillo de los Polvazares

La vivienda original maragata, como en toda esa zona leonesa, era una casa circular, aislada y cubierta con paja de centeno trillada, pero a partir del siglo xvii la riqueza aportada por el comercio de la arriería permitió que la casa se adaptara a las necesidades del oficio, y aparecen los patios y portalones para guardar los carros. También aparece el recurso arquitectónico del corredor o solana (todo volado y apoyado en postes —pies derechos—).
En las construcciones originales eran muy escasos los huecos o vanos en la gruesa pared de mampostería de unos 80-50 cm de espesor, salvo alguna tronera que luego, sustituida por un marco de ladrillo se convertía en ventana. En las esquinas se usaban sillares de cantería, con cantones o mojones al pie, para evitar que los carros golpeasen el esquinazo; y todo el perímetro alto del muro se remataba con «grillandas» (losas voladas de pizarra) formando un alero.
La vivienda, propiamente dicha, es una construcción rural «de grandes proporciones», con cubierta de teja árabe y amplia fachada de piedra.
Llama la atención el gran portón claveteado, con gran aldaba de metal y cerradura, todo en hierro forjado y en ocasiones curiosas formas artísticas, como entrada única a la casa, y a menudo enmarcada por un arco de dovelas labradas también en piedra. Dentro, un portal de paso al patio central o corral en el que se encuentra el pozo y a cuyo alrededor se levantan las construcciones que albergan habitaciones y otras dependencias, coronando el perímetro un «amplio corredor de madera». A veces, a los dos lados del portal se encuentran el pajar y el henil (como almacenes de paja y heno). Una segunda puerta lleva al patio interior desde el que arrancan las escaleras que suben al corredor. Bajo ese corredor hay un largo banco de piedra adosado al muro para «facilitar la carga y descarga de mercancías».
Tanto en la estructura interior de la vivienda como en las galerías, pilastras, suelos de la planta de arriba, balcones y aleros, se utilizaba madera de negrillo, chopo y roble. En su origen la carpintería  y los aleros se pintaban en colores (casi siempre almazarrón, y en menos ejemplos, verde musgo, azul cobalto). Los herrajes complementarios representan cabezas, conchas, escudos, corazones. Toda la superficie del suelo del portal, el corral y el patio está empedrada con cantos de río, formando en ocasiones dibujos o creando espacios.
En la planta baja está la cocina, espaciosa y de techos altos, con el hogar tradicional en uno des sus ángulos, cubierto por una campana de madera (de la que colgarán las «abregancias» (llar). Es la estancia más importante de la casa arriera maragata, espacio de reunión en torno a la campana por la que respira el fuego del hogar y que suele incluir el horno de la casa, construido con barro arcilloso encalado de blanco. Las costanas o tabiques interiores también se hacían con postes de madera rellenos de adobe y cubierto con mortero de cal. Similar obra de barro, cañizo y paja se empleaba para construir los gallineros y la campana de la cocina. Junto a ella suele encontrarse el cuartico —que en invierno sirve para dormir—, y que da paso al comedor (no hay pasillos en la casa arriera, la comunicación se hace pasando de una estancia a otra). En la planta alta uno de los espacios más amplios es la sala de bodas; en ella se distribuyen además los dormitorios y el gran corredor que preside el patio.